# 自贡盐业
自贡市盛产井盐，有著悠久的盐业歷史及豐富的盐业文化。井盐生产带来的盐业经济，始终是自贡这座城市形成和发展的主要动力。一千多年的盐业生产造就了自贡独特的盐文化。自贡现存的盐商会馆、盐工会馆、行帮会馆、盐商住宅、寨堡、祠堂、公所、摩崖造像等巨厚丰富的井盐文化遗产，无不构成了这座城市的文化特质，铸就了这座城市活的灵魂。

## 歷史
自贡的井盐生产发端于东汉，闻名于唐宋，鼎盛于明清；在咸丰、同治年间成为井盐业中心和中国最大的手工业工场，其井盐遍销于川、滇、黔、湘、鄂诸省，供全国1/10的人口食用。自贡井盐在抗战时期日军封锁海盐时，为保障内地人民的正常生活做出过巨大贡献。国统区1/3的食盐都是自贡所供应的。井盐钻井技术的发展经历了人工挖掘井、顿钻凿井和现代钻井三个时期。
北宋庆历年间，自贡人发明了冲击式顿钻凿井技术，凿出了数以千计的卓筒井，使钻井技术从人工挖掘发展为机械钻井，即绳索冲击式（顿钻）凿井技术，它开创了世界现代钻井技术的先河。至清代道光年间（1835年），开凿出了世界第一口超千米的深井——燊海井，标志着古代井盐钻井技术的成熟。领先世界上千年。《中国钻探技术史》、《中国科学技术史》、《中国井盐科技史》等著作皆称其为「世界石油钻井之父」，「开创了机械钻井的先河」。
另外，载入史册的还有“套管护井法”、“单向阀门提捞法”等世界级原创性成果。自贡井盐深钻汲制技艺经国务院批准成功成为中国第一批非物质文化遗产。
自贡最高的天车当属大德井天车，高达118米，相当于39层楼高。历代盐工在自贡先后钻井13,000多口，有的井深达1,000米，以平均300米计，等于凿穿了400多座珠穆朗玛峰。

## 地理
在自贡，由于地质构造的原因，地下的盐卤资源往往与天然气一起相生相伴。因此，自贡也是世界上最早利用开发天然气的地区，拥有世界上第一个进行工业性开采的气水田——自流井气田。
此外还有天车、会馆、盐商豪宅、山寨、盐道、古街、各色古镇、井盐生产现场。在盐文化最为集中、旅游休闲设施完善、山清水秀的城区釜溪河和仙市古镇已成为旅游观光休闲带。

## 盐业历史博物馆
为了集中展示自贡的盐文化，1959年，经来自贡视察的邓小平提议，建立了自贡市盐业历史博物馆，这是中国唯一的盐业博物馆，该馆设于1736年至1752年间建成的西秦会馆，它既是中国古代建筑宝库中的精品，又是盐业发展史上不可多得的珍贵文物，1988年被评定为国家重点文物保护单位。
该馆以其独特的古代建筑、丰富的历史陈列，被公认为中国最具代表性的专业博物馆之一，每年接待参观者15至20万人次。近年来，盐业历史博物馆先后被评定为“全国历史文物保护单位”、“全国优秀博物馆”、国家“AAAA”级旅游景点和“全国科普教育基地”，成为世界盐业史，中国盐业史、四川盐业史的研究中心和科普教育基地。

## 媒體報導與藝術作品
抗战期间，金陵大学西迁人川，1938年孙明经拍摄《自贡井盐》纪录片。1980年代，中央电视台曾有栏目《中华一绝》在《新闻联播》结束后播出，有段时间连续播放过《话说盐井》。央视9套播出的纪录片《咸说历史》六集中有两集介绍自贡。《探索·发现》中也专门播出了《深井盐藏》介绍自贡。2009年建市70周年系列专题片《人文自贡》、《自贡盐商》、《自贡滋味》已在自贡电视台和四川卫视播出。2014年央视热播的纪录片《舌尖上的中国2》也对盐文化和自贡美食进行了很好的宣传。
20集电视剧《大盐商》，以清代自贡自流井盐商为题材，由庄红胜执导，何政军、周莉、郭凯敏、左雯璐主演，于2004年制作完成，2005年播出。
40集电视剧《盐亨》，以清代太平天国时期自贡富荣盐场（富井）为背景，由沈好放执导，黄文豪、朱亚文、王伯昭、王绘春、沈傲君等主演，中国电影集团、北京华录百纳影视有限公司发行，于2005年在中央台、东方电影频道等多家电视台热播，并改名为《豪门金枝》后在台湾年代综合台等电视台播出。
由范元执导，宁静、卢奇、唐萍、高虎、王小毅、曹磊等主演的民国自贡盐商家族电视剧《四川往事》，因在2012年拍摄过程中得不到四川省委宣传部和制片投资方的资金支持，而最终被迫宣告流产，仅在网络上可以找到未完成电视剧的片花。
40集民国自贡自流井盐商史诗电视剧《兄弟兄弟》，由范元执导，陈建斌、斯琴高娃、黄曼、叶静等人主演，于2014年在全国三家卫星频道及上海新闻频道、江苏城市频道、济南影视频道等电视台播出，讲述了自流井孟家宅门子女遭遇乱世变革之际，为了救国理想、家族事业和亲情爱情，兄弟间饱尝人间变故的故事。